# Graham Autos
Graham Autos (Glassfibre) Limited war ein britischer Hersteller von Automobilen.

## Unternehmensgeschichte
Das Unternehmen wurde 1982 in North Shields in der Grafschaft Tyne and Wear gegründet. Die Produktion von Automobilen und Kits begann. Die Markennamen lauteten Dreambird für ein eigenes Projekt sowie Pelland und Royale für Modelle, die von anderen Herstellern übernommen wurden. 1985 endete die Produktion.

## Fahrzeuge

### Markenname Dreambird
Dieses Modell wurde 1983 auf einer Kit-Car-Show in Stoneleigh präsentiert. Es war ein Zweisitzer und blieb ein Einzelstück.

### Markenname Pelland
Pelland Engineering hatte von 1978 bis 1980 das Modell Pelland Sports hergestellt. Dies war ein flaches Coupé auf dem Fahrgestell des VW Käfer. Ryder Automotive vermarktete das Modell zwischen 1980 und 1982 als Royale Rembrandt. Graham Autos setzte die Produktion in North Shields von 1982 bis 1985 fort und vermarktete es erneut als Pelland Sports. Dann übernahm Listair Cars die Produktion, die das Modell als Listair Dash vermarkteten.

### Markenname Royale
Ryder Automotive stellte von 1981 bis 1982 das Modell Royale her. Diese Nachbildung eines Modells der Morgan Motor Company basierte ebenfalls auf einem Fahrgestell vom VW Käfer. Graham Autos setzte die Produktion von 1982 bis 1984 in Carlisle fort und vermarktete es weiterhin als Royale. Sabre Cars setzte die Produktion ab 1984 fort.